# Richard Hines
Richard Hines (* Juni 1792 in Tarboro, Edgecombe County, North Carolina; † 20. November 1851 in Raleigh, North Carolina) war ein US-amerikanischer Politiker. Zwischen 1825 und 1827 vertrat er den Bundesstaat North Carolina im US-Repräsentantenhaus.

## Werdegang
Nach einem Jurastudium und seiner 1816 erfolgten Zulassung als Rechtsanwalt begann Richard Hines in Raleigh in diesem Beruf zu arbeiten. Gleichzeitig schlug er als Mitglied der Demokratisch-Republikanischen Partei eine politische Laufbahn ein. Im Jahr 1824 war er Abgeordneter im Repräsentantenhaus von North Carolina. In den 1820er Jahren schloss er sich der Bewegung um den späteren US-Präsidenten Andrew Jackson an.
Bei den Kongresswahlen des Jahres 1824 wurde Hines im dritten Wahlbezirk von North Carolina in das US-Repräsentantenhaus in Washington, D.C. gewählt, wo er am 4. März 1825 die Nachfolge von Charles Hooks antrat. Da er im Jahr 1826 nicht bestätigt wurde, konnte er bis zum 3. März 1827 nur eine Legislaturperiode im Kongress absolvieren. Diese war von den Diskussionen zwischen den Anhängern und Gegnern von Andrew Jackson geprägt. Nach seinem Ausscheiden aus dem US-Repräsentantenhaus praktizierte Richard Hines wieder als Anwalt in Raleigh. Dort ist er am 20. November 1851 auch verstorben.